# Mary Vincent
Mary Vincent es una hispanista e historiadora, profesora de la Universidad de Sheffield.

## Biografía
Vincent, que figura como nacida en 1960 en VIAF, es profesora de la Universidad de Sheffield.
Es autora de las monografías Catholicism in the Second Spanish Republic: Religion and Politics in Salamanca, 1930-1936 (Clarendon Press. Oxford University Press, 1996), y Spain (1833-2002). People and State (Oxford University Press, 2007). También ha editado títulos como Cultural Atlas of Spain and Portugal (Andrómeda Oxford Limited, 1994), junto a Robert A. Stradling, y Gender and History in Western Europe (Arnold Publishers, 1998), junto a Robert Shoemaker.